# Henri Villefranck
Henri Villefranck (né Henry Donat Francqueville le 1er octobre 1849 à Arras et mort en septembre 1928 à Strasbourg) est un artiste lyrique et directeur de théâtre français.

## Biographie
Fils de François Donat Francqueville et de Clémentine Eugénie Libersalle.
Il suit les enseignements de MM. Calmette, Coche, Puisson et Victor Lambert et entre au Conservatoire de Paris en 1877. Lauréat en 1878, il refuse d’entré à l'opéra-comique et sous le pseudonyme de Villefranck se fait  entendre comme baryton sur les scènes des théâtres de Bayonne, Île-Maurice, Toulouse, Gand, le Mans, Genève, Nantes, Batavia, Bordeaux, La Haye.
Il devient en 1889 directeur du Théâtre municipal de Dijon qu'il administre jusqu'en 1891, puis du Théâtre municipal de Reims de 1891 à 1898 ; du Casino des Milles Colonnes à Saint-Nazaire de 1898 à 1900 ; du Grand-Théâtre de Nantes, de 1900 à 1906 ; de L'Opéra de Nice, de 1906 à 1913, où il crée, notamment, Quo Va dis de Jean Nouguès, Le Double Voile de Louis Vuillemin, La Glu de Gabriel Dupont, La Danseuse de Tanagra de Henri Hirschmann.
En mai 1919, il prend la direction du Grand-Théâtre de Strasbourg, jusqu'en 1926, où il accomplit une œuvre importante de décentralisation en montant Médée de Paul Bastide, Monsieur de Pourceaugnac du même compositeur, Miette Lacmel de Lucien Chevaillier en 1923.
Il est le directeur artistique du Casino de Vichy, de 1920 jusqu'à sa mort.

## Décorations françaises
- Chevalier de la Légion d'honneur en 1926[3]
- Officier de l'Instruction publique (Officier de l'instruction publique) en 1897[4]